# Tomáš Juřička
Tomáš Juřička (* 26. ledna 1960 Jihlava) je český herec. Účinkoval v seriálu Sanitka, dlouhá léta namlouval skřítka Františka v pořadu Kouzelná školka.

## Život
Vystudoval Státní konzervatoř v Praze, po ukončení studií byl v letech 1981–1994 členem souboru Divadla Jiřího Wolkera v Praze. V televizi i ve filmu debutoval již v roce 1976. 
Jeho otcem byl novinář a disident František Juřička, matkou herečka Marie Grafnetterová. Manželka Lucie Juřičková se jako vědkyně věnuje kvartérní malakologii. Sestra Lucie Juřičková je také herečkou. Dcera Justýna je členkou kapely Silent Greetings.
Od roku 2009 se účastní malakologických setkání nazvaných Malakodny, která organizuje jeho manželka Lucie.

## Účinkování

### Filmy a seriály
V 80. letech 20. století hrál např. v seriálech Malý pitaval z velkého města, Dynastie Nováků či Rodáci. Největší roli však dostal v seriálu Sanitka, kde ztvárnil postavu Jaroslava Jandery. Po roce 1991 se v televizi a ve filmu objevuje spíše příležitostně, hrál např. v pohádce Princezna ze mlejna 2 nebo v seriálu Pojišťovna štěstí. V roce 2013 si zopakoval roli Jaroslava Jandery pokračování seriálu Sanitka s názvem Sanitka 2. Objevil se také v dokumentárním snímku Český kras očima RNDr. Vojena Ložka, DrSc., kde jej lze v několika záběrech spatřit společně s manželkou Lucií mezi účastníky exkurze vedené přírodovědcem Vojenem Ložkem.

### Dabing
Od počátku 90. let 20. století se věnuje převážně dabingu, podílel se na desítkách filmů a seriálů. Z větších rolí to byl např. Eric Weiss v seriálu Alias, Radek Zelenka v seriálu Hvězdná brána: Atlantida nebo Quark v seriálu Star Trek: Stanice Deep Space Nine. Od roku 2009 dabuje postavu Clevelanda Browna v seriálu Griffinovi. V roce 2010 dostal za postavu Ranceho otce v snímku Hvězda salónu Cenu Františka Filipovského. Od roku 2020 dabuje postavu komandéra Sarua v seriálu Star Trek: Discovery.

#### Kouzelná školka
V dětském pořadu Kouzelná školka namlouval v letech 2001–2020 skřítka Františka, kterého před ním namlouval Ota Jirák. Od roku 2020 František promlouvá hlasem Pavla Tesaře. Juřička se do role mimořádně vrátil v roce 2023 ve speciálním díle, v němž se s pořadem loučil Michal Nesvadba.